# Windmühle von Tacumshane

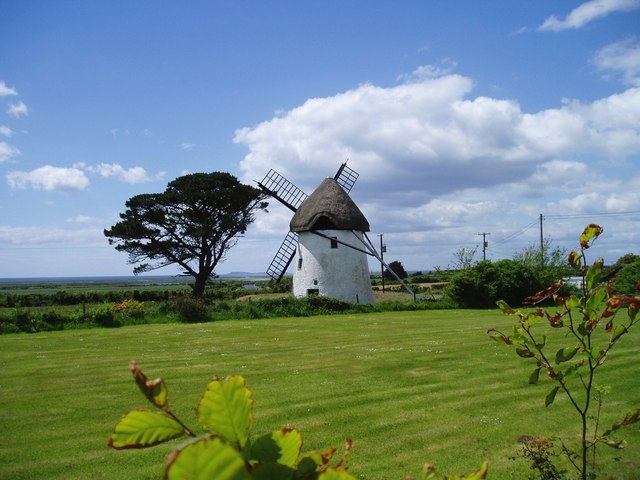
Windmühle von Tacumshane

Die unter Denkmalschutz stehende Windmühle von Tacumshane (auch Tacumshin, irisch Teach Coimseáin) im äußersten Südosten des County Wexford in Irland wurde 1846 von Nicholas Moran erbaut und war bis 1936 in Betrieb. 
Die in den 1950er Jahren renovierte Windmühle ist eine von nur noch zwei intakten Windmühlen in Irland. Ein seltenes Merkmal ist ihre Strohkappe. Für den Bau der Mühle wurde Treibholz oder Wracks, die an der Küste angespült worden waren, verwendet. Im Jahre 1891 gab es 13 windbetriebene Getreidemühlen an der Südküste Wexfords, Tachumshane ist die letzte.
Der Schlüssel zur Besichtigung ist in der nahe gelegenen „Millhouse Bar“ zu bekommen.